# Intersect (film)
Pour les articles homonymes, voir Intersect.
Pour plus de détails, voir Fiche technique et Distribution.
Intersect est un court-métrage américain écrit et réalisé par Maura Milan, sorti en 2009. 

## Synopsis
Une jeune femme, Victoria, fait un voyage en voiture avec son père divorcé, ainsi qu'avec Lucy, la nouvelle petite amie de son père. 
Mais c'est Victoria qui semble la plus intéressée par Lucy ...

## Fiche technique
- Titre : Intersect
- Réalisation : Maura Milan
- Scénario : Maura Milan
- Montage :
- Production : Maura Milan, Tom Xia
- Société de production :
- Direction de la photographie :
- Musique : David Palmer, Barak Shpiez
- Pays d'origine :  États-Unis
- Langue d'origine : anglais américain
- Genre : Drame, romance saphique
- Lieux de tournage :
- Durée : 17 minutes
- Date de sortie : 
  -  États-Unis 2009

## Distribution
- Troian Bellisario : Victoria
- Yvonne Zima : Lucy
- Orian Williams : le père de Victoria
- 1967 Buick Wildcat : oncle Buck